# Homonímia
L'homonímia (del grec homo-, "igual", i -onoma, "paraula") és una relació lèxica que s'estableix entre dos homònims, és a dir, paraules que presenten identitat formal (fònica o gràfica) però són semànticament diferents. En altres paraules la qualitat que es dona en una llengua o idioma quan existeixen paraules que tenen un significat diferent, malgrat que s'escriuen o pronuncien igual.
Les paraules homònimes poden ser homògrafes (d'igual escriptura) o homòfones (d'igual pronunciació). En català, les paraules homòfones poden ser homògrafes, mentre que les homògrafes són generalment homòfones (tanmateix, per exemple, "sou" es pronuncia amb una «o» oberta si és el mot que correspon al nom 'salari' i amb una «o» tancada si es tracta d'una forma del verb "ser"; en anglès també canvien de categoria gramatical mots com "lead" -segons com es pronunciï la vocal- o "import" i "export" -segons on es faci la vocal tònica).
En el cas de l'homonímia, la semblança entre ambdós mots és casual: els dos termes han seguit una evolució diacrònica i han acabat per adquirir significants iguals; tanmateix, els seus significats són totalment diferents. Tot i no tenir una vinculació real, sovint s'ha associat l'homonímia amb la polisèmia. La diferència que presenta la polisèmia respecte de l'homonímia és que dues paraules són polisèmiques quan tenen un mateix origen i, mitjançant procediments com la metàfora o la metonímia, el significat original ha donat lloc a altres significats. Així doncs, són homònimes paraules com coma (signe de puntuació, femení) i coma (quadre clínic, masculí), clau (per obrir panys, femení) i clau (tija de ferro, masculí), etc.
Hi ha, en resum, tres tipus de mots homònims:
- Homònims totals, que s'escriuen i es pronuncien igual
- Homòfons, que coincideixen en la manera de pronunciar-se, però no s'escriuen exactament igual.
- Homògrafs, que coincideixen en l'escriptura, però tenen algun so diferent.